# Prix d'excellence de l'IRAC
Le Prix d'excellence de l'Institut royal d'architecture du Canada (IRAC) qui fut créé en 1953 est remis à un artiste/résident canadien en reconnaissance d'une œuvre artistique exceptionnelle réalisée dans une discipline artistique connexe à l'architecture, notamment la peinture murale, la sculpture, la décoration, le vitrail ou le design industriel, etc.

## Liste des lauréats
- 1953 - Armand Filion, Sculpteur
- 1954 - Howard Dunnington Grubb, Architecte paysagiste
- 1955 - Donald Mackay, Peintre / Muraliste
- 1956 - Lionel Thomas, Artiste
- 1957 - Alan Beddoc, Artiste
- 1957 - Yvonne Williams, Conceptrice de vitraux
- 1958 - Louis Archambault, sculpteur
- 1959 - Alexander Carter, Décoration héraldique
- 1960 - Leo Mol, Sculpteur
- 1961 - Sylvia Daoust, Sculpteur
- 1962 - B.C. Binning, Peintre / Muraliste
- 1963 - Cleeve Horne, Peintre / Sculpteur
- 1964 - Claude Roussel, Sculpteur
- 1965 - Jordi Bonet, Sculpteur / Muraliste
- 1966 - Ernestine Tahedl, Artiste conceptrice de vitraux
- 1967 - Gérald Trottier, Peintre / Sculpteur
- 1968 - Eli Bornstein, Artiste
- 1969 - Ted Bieler, Sculpteur
- 1970 - Tony Tascona, Peintre
- 1971 - Ron Baird, Sculpteur
- 1972 - Vancouver Art Kiosk Cttee & Art City Group
- 1973 - Charles Daudelin, Sculpteur
- 1974 - Ed Drahanchuk, Céramiste-concepteur
- 1975 - Thomas Forrestall, Artiste
- 1976 - Micheline Beauchemin, Peintre Lissier
- 1977 - Robert Murray, Sculpteur
- 1978 - Gordon Smith (artiste), Artiste
- 1979 - Nobuo Kubota, Sculpteur
- 1980 - Roy Leadbeater, Sculpteur
- 1981 - Harold Town, Artiste
- 1982 - Henry Kalen, Photographe d'architecture
- 1983 - Alfred Pellan, Artiste
- 1984 - Katie Ohe, Sculptrice
- 1985 - David Alexander Colville, Artiste
- 1986 - Michael Hayden, Sculpteur de lumière
- 1987 - Joseph Fafard, Sculpteur
- 1989 - Michael Snow, Sculpteur
- 1991 - Av Isaacs, Marchand d'art activiste
- 1992 - Mary Filer, Conceptrice de vitraux
- 1994 - William Ronald Reid, Fabricant d'objets
- 1995 - Cornelia Hahn Oberlander, Architecte paysagiste
- 2005 - Philip Gabriel, Artiste de la lumière
- 2005 - James Dow, Photographe